# Chad Johnson
Chad Javon Johnson (Miami, Flórida, 9 de janeiro de 1978), também conhecido como Chad Ochocinco, é um ex-jogador de futebol americano que atuava como wide receiver na National Football League. Ochocinco jogou futebol americano universitário pela Oregon State. Em 2001, foi selecionado pelo Cincinnati Bengals na segunda rodada do Draft da NFL.  
Ochocinco já esteve presente em seis Pro Bowls e já foi nomeado quatro vezes All-Pro, atuando pelo Cincinnati Bengals. Na temporada de 2011, foi campeão da American Football Conference atuando pelo New England Patriots. Ele mudou seu sobrenome de Johnson para Ochocinco antes da temporada regular de 2008, para refletir os dois números em seu uniforme. Embora ele cite seu sobrenome como "Ocho Cinco", seu sobrenome tem apenas uma palavra, como escrito no pedido de mudança de nome. Ochocinco se aposentou em 2015, atuando pelo Montreal Alouettes da Canadian Football League.    
Em abril de 2011, a CNBC listou Johnson como número um em sua lista de "atletas mais influentes nas mídias sociais".

## Estatísticas na NFL
|       | Equipe               | J   | JT  | Rec | Jardas | JPJ  | Lng | TD |
| ----- | -------------------- | --- | --- | --- | ------ | ---- | --- | -- |
| 2001  | Cincinnati Bengals   | 12  | 3   | 28  | 329    | 11.9 | 28  | 1  |
| 2002  | Cincinnati Bengals   | 16  | 14  | 69  | 1 166  | 16.9 | 72  | 5  |
| 2003  | Cincinnati Bengals   | 16  | 14  | 90  | 1 355  | 15.1 | 82  | 10 |
| 2004  | Cincinnati Bengals   | 16  | 16  | 95  | 1 274  | 13.4 | 53  | 9  |
| 2005  | Cincinnati Bengals   | 16  | 16  | 97  | 1 432  | 14.8 | 70  | 9  |
| 2006  | Cincinnati Bengals   | 16  | 16  | 87  | 1 369  | 15.7 | 74  | 7  |
| 2007  | Cincinnati Bengals   | 16  | 16  | 93  | 1 440  | 15.5 | 70  | 8  |
| 2008  | Cincinnati Bengals   | 13  | 10  | 53  | 540    | 10.2 | 26  | 4  |
| 2009  | Cincinnati Bengals   | 16  | 15  | 72  | 1 047  | 14.5 | 50  | 9  |
| 2010  | Cincinnati Bengals   | 14  | 12  | 67  | 831    | 12.4 | 42  | 4  |
| 2011  | New England Patriots | 15  | 3   | 15  | 276    | 18.4 | 53  | 1  |
| Total |                      | 166 | 135 | 766 | 11 059 | 14.4 | 82  | 67 |